# Nombre botánico

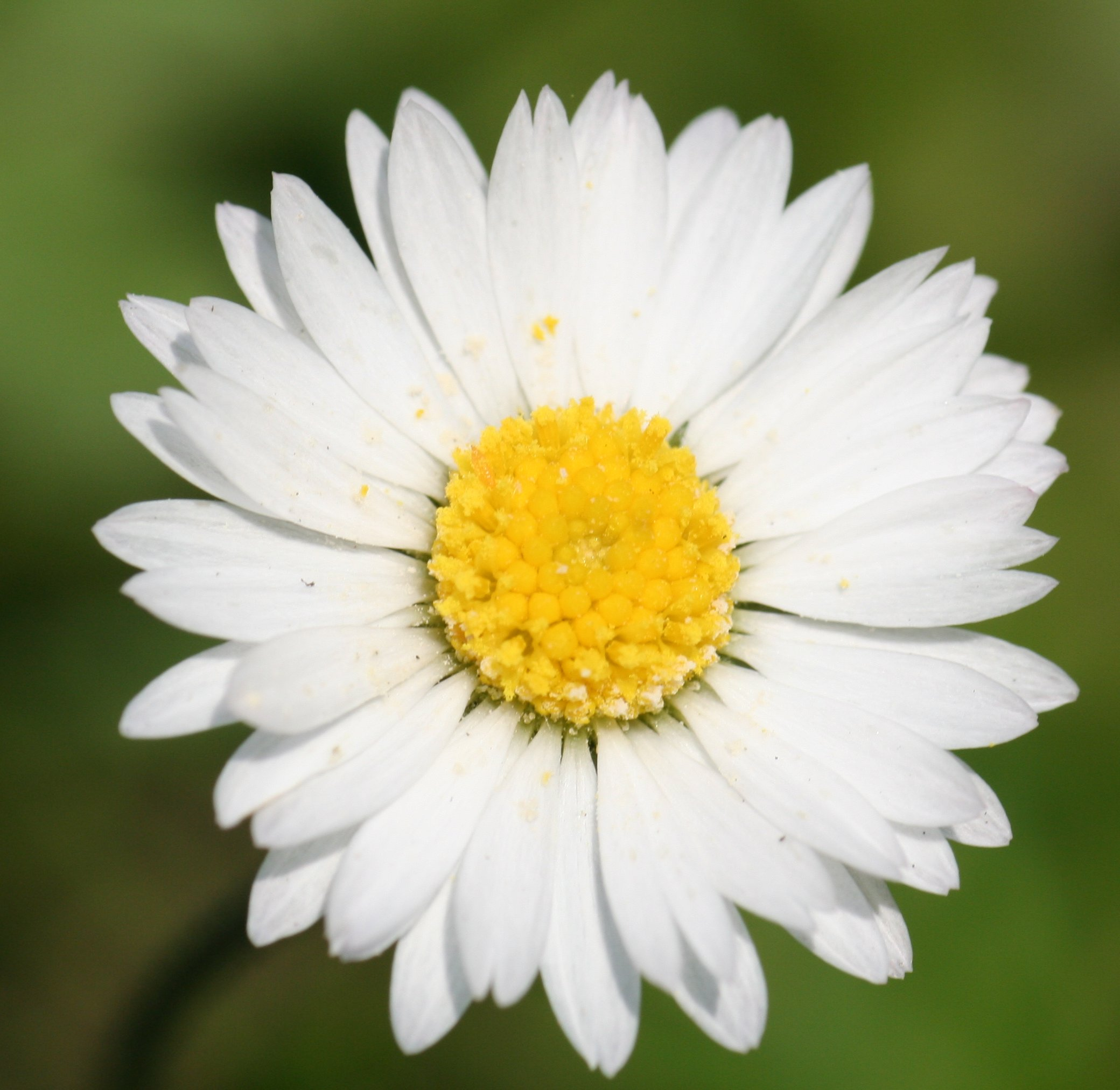
Bellis perennis tiene un nombre botánico y muchos nombres comunes, incluida margarita perenne, margarita de césped, margarita común y margarita inglesa.

Artículo introductorio: Nomenclatura (biología)
Véase también: Anexo:Nombres botánicos según la abreviatura del autor
En botánica, el nombre botánico es el nombre asignado a cada planta. Según la naturaleza de la planta a nombrar, se le asigna un nombre científico (si es una planta silvestre) o bien un nombre de cultivar (si es una planta cultivada que cumple ciertos requerimientos de uniformidad y estabilidad) o un nombre de híbrido (si es un híbrido). Como en toda la nomenclatura biológica, en grupos de organismos poco estudiados la recomendación de los taxónomos es que se los nombre de forma informal hasta que su circunscripción sea estable.
El objetivo de la nomenclatura botánica es tener un nombre inequívoco y universal para cada especie y para cada taxón en general y, en lo posible, para cada cultivar y cada híbrido.
A continuación se exponen las reglas para nombrar a los 3 tipos de plantas.

## Nombres científicos
Artículo principal: Código Internacional de Nomenclatura Botánica

### Los principios de la nomenclatura rigen los nombres científicos
La nomenclatura es la subdisciplina de la taxonomía que reglamenta los nombres de los taxones.
Hay un solo nombre para cada taxón, que es aquel válidamente publicado que se atenga a los principios de la nomenclatura.
Los principios de nomenclatura, comunes a todos los códigos, son: que el taxón no haya sido nombrado antes, que su nombre esté en latín y no haya sido utilizado ya en otro taxón, y que esté asociado a una descripción y a un ejemplar "tipo".
Para que los nombres científicos sean válidamente publicados, el nombre, la descripción y la ubicación del ejemplar tipo deben publicarse en una revista científica con referato (esto es, con peritos en el tema que revisan las publicaciones para aceptarlas, corregirlas o rechazarlas).
Los principios de nomenclatura establecen que, si el mismo taxón es "válidamente publicado" más de una vez, solo será válido el nombre que se publicó primero. 
Además, el nombre del taxón debe estar sujeto a ciertas reglas que se exponen a continuación.

### Reglas básicas de los nombres científicos
El nombre científico asignado al taxón depende de la categoría taxonómica a la que pertenezca.
Por arriba de la categoría de especie, los taxones tienen un nombre uninominal (compuesto por una sola palabra), y el sufijo (la última parte del nombre) está dado por la categoría taxonómica a la que pertenece (ver cuadro en el artículo principal para ver qué sufijo se utiliza en cada categoría taxonómica). Los nombres se escriben siempre con mayúsculas. Cuando se trata de géneros, es convención escribirlos en una tipología diferente al resto del texto (itálicas o subrayados).
- Por ejemplo: familia Aceraceae, género Acer.

En la categoría de especie los nombres son binominales (están compuestos por dos palabras). La primera palabra es el nombre del género, la segunda es el nombre que caracteriza a la especie, llamado epíteto específico. Es convención escribirlos en una tipología diferente al resto del texto, como sucede con los géneros. El nombre de género va siempre en mayúscula, el epíteto específico va siempre en minúscula. 
- Por ejemplo: especie Acer saccharum.

También hay reglas para nombrar subgéneros, subespecies y otras categorías taxonómicas intermedias menos utilizadas, que también son observadas por los Códigos Internacionales de Nomenclatura.

## Nombres de las plantas cultivadas
Artículo principal: Clasificación en "cultivares" y "grupos de cultivares"
En el Código Internacional de Nomenclatura para Plantas Cultivadas se encuentra el conjunto de reglas que controlan la nomenclatura de los cultivares, útiles para evitar la multiplicidad de nombres durante la comercialización y para trámites legales que protegen al criador como patentes o marcas comerciales. En el mismo Código hay algunas especificaciones acerca del registro de nombres y de marcas comerciales.
El término "cultivar" definido en el Código Internacional de Nomenclatura para Plantas Cultivadas, se aplica a un ensamblaje de plantas cultivadas que se distingue claramente por caracteres particulares (morfológicos, fisiológicos, citológicos, químicos, etc.) que se encuentran distribuidos en el cultivo de forma uniforme y se transmiten de forma estable por el método de propagación indicado, los métodos de propagación posibles listados en el Código.
Un cultivar se nombra con el taxón botánico más pequeño que lo abarque (o al menos el género) seguido del nombre del cultivar entre comillas simples:
- Citrullus lanatus 'Crimson Sweet'

No todas las plantas cultivadas pueden ser nombradas formalmente, algunas son preferibles con el nombre informal de la población que la seleccionó, ver en Clasificación y nomenclatura de plantas cultivadas todos los cultivos posibles y la aplicación de los nombres.

## Nombres de los híbridos
Cuando dos especies distintas se cruzan y generan descendencia que puede reproducirse por sí misma, se considera que se ha formado un híbrido. Los híbridos pueden surgir en forma espontánea en la naturaleza, y sus nombres son regulados por el Código de Nomenclatura Botánica. Cuando el ser humano provoca su aparición en forma artificial en el laboratorio, entonces su nomenclatura es regulada por el Código Internacional de Nomenclatura para Plantas Cultivadas.
Los híbridos entre dos especies del mismo género pueden ser nombrados poniendo los nombres de las especies que lo conforman en orden alfabético y separados por el signo de multiplicación (×). Por ejemplo:
- Verbascum lychnitis × V. nigrum

Una notación alternativa se da cuando al híbrido se le asigna su propio epíteto, por ejemplo: 
- Verbascum × schiedeanum (= V. lychnitis × V. nigrum)

Los híbridos entre especies de diferentes géneros también pueden designarse con los nombres de las especies que los conforman, separados por el signo de multiplicación.
La notación alternativa para los híbridos entre géneros es la de poner un género "condensado", compuesto por los nombres de los dos géneros que forman el híbrido, precedido de un signo de multiplicación. Por ejemplo:
- × Dialaeliocattleya (híbrido entre los géneros Diacrium, Laelia y Cattleya).

### Códigos Internacionales de Nomenclatura citados en este artículo
- Greuter, W. et al. 2000. International Code of Botanical Nomenclature (St. Louis Code). Gantner/Koeltz (contenido online aquí Archivado el 12 de diciembre de 2002 en Wayback Machine.)

- C. D. Brickell et al. 2009. International Code of Nomenclature for Cultivated Plants Archivado el 13 de agosto de 2011 en Wayback Machine. (online, en inglés).